# 나카무라 고키
나카무라 고키(일본어: 中村 宏輝, 1992년 5월 20일 ~ )는 일본의 전 축구 선수이다.

## 구단 경력
과거 후지에다 MYFC에서 활동하였다.